# Gymnastes niveipes
Gymnastes niveipes là một loài ruồi trong họ Limoniidae. Chúng phân bố ở miền Australasia.